# Maurienne

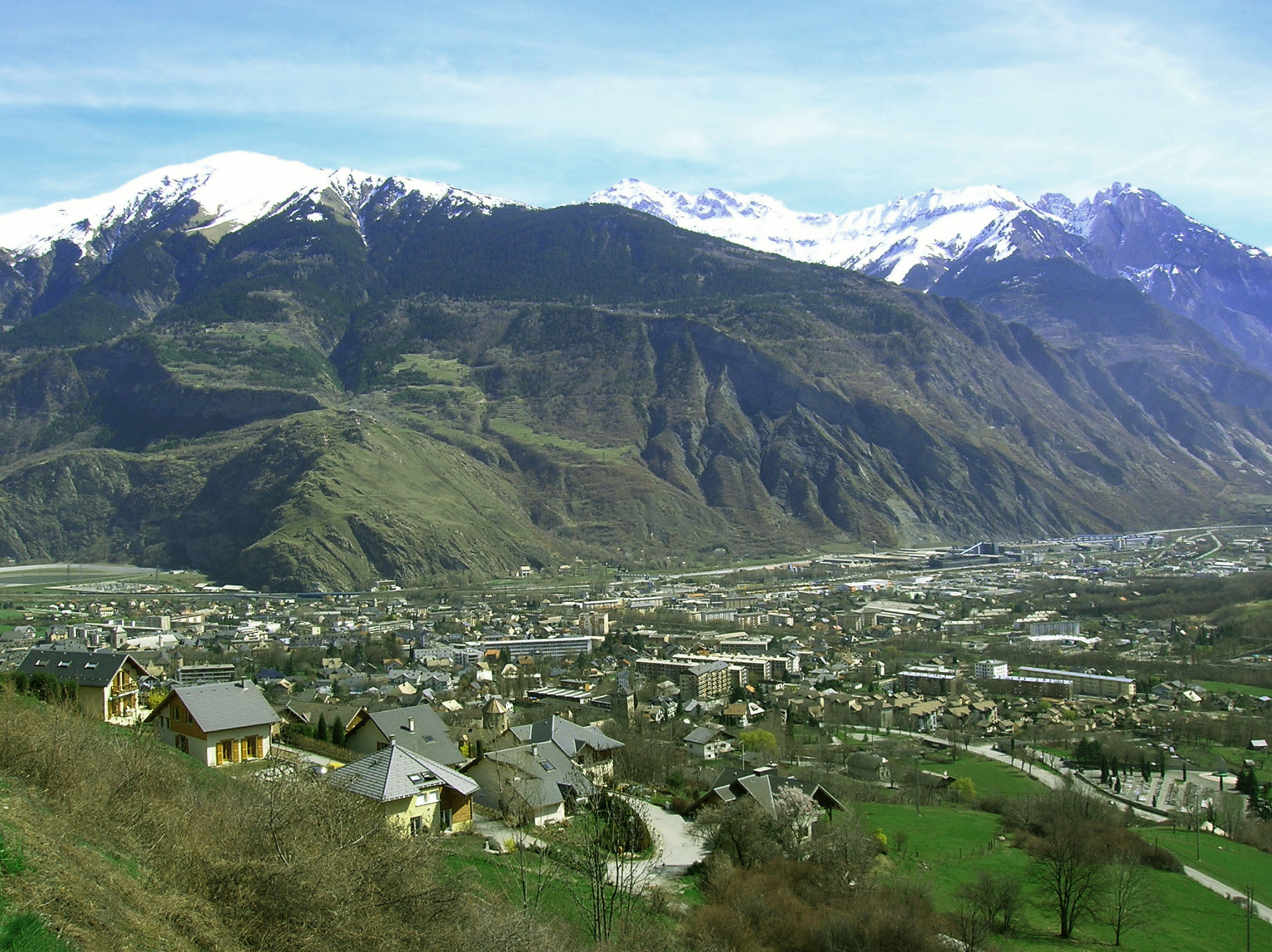
Blick auf den Ort Saint-Jean-de-Maurienne in der Maurienne

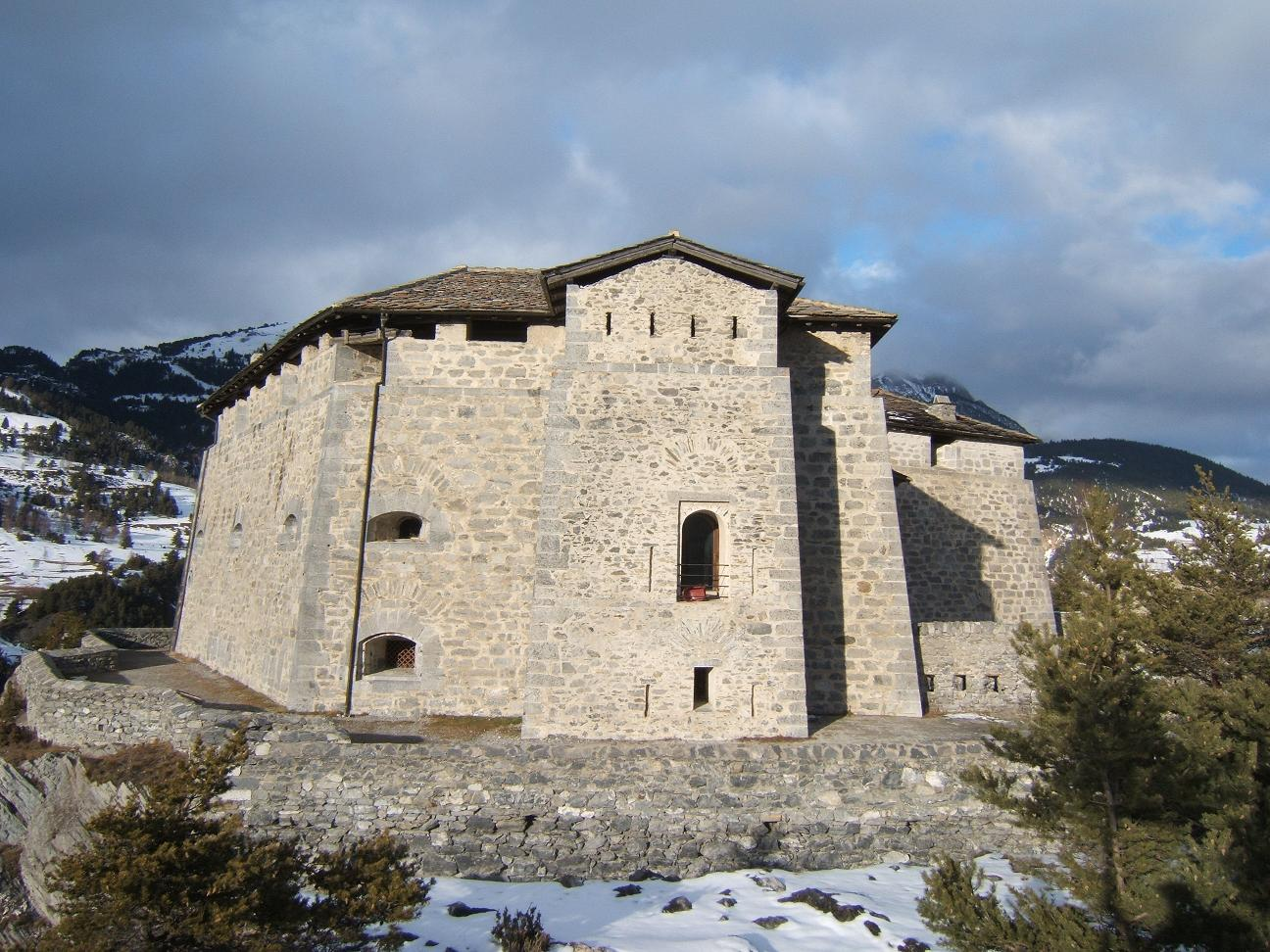
Das Fort Marie-Christine der Barrière de l’Esseillon

Als Maurienne [mɔʁjɛn] (früher italienisch Moriana) wird ein Gebiet in den französischen Westalpen  bezeichnet, das das Tal des Flusses Arc und seine Seitentäler umfasst.

## Lage
Die Maurienne entspricht dem Arrondissement Saint-Jean-de-Maurienne des Départements Savoie in der Region Auvergne-Rhône-Alpes.
Zwischen dem Col de l’Iseran und Modane spricht man von der Haute-Maurienne (Maurienne-Obertal), flussabwärts bis Saint-Michel-de-Maurienne von der Moyenne-Maurienne (Mitteltal) und bis zur Mündung der Arc in die Isère bei Chamousset von der Basse Maurienne (Untertal).
Die Maurienne umfasst den südlichen Teil des Vanoise-Massivs und hat Anteil am 1963 gegründeten Parc national de la Vanoise.

## Verkehr
Die Autobahn A 43, welche Lyon mit Turin verbindet, führt durch die Maurienne vom Talbeginn bei Aiton bis zum Fréjus-Straßentunnel bei Modane an der italienischen Grenze.
Die großen Alpenpässe, über die man die Maurienne erreicht, sind:
- Col de l’Iseran und Col de la Madeleine von der Tarentaise
- Col du Mont Cenis aus Italien
- Col du Galibier und Col du Télégraphe von Briançon
- Col de la Croix de Fer und Col du Glandon vom Oisans und Grenoble

Mitte des 19. Jahrhunderts wurde die Maurienne mit der Strecke Culoz–Modane an das französische Eisenbahnnetz angeschlossen. Mit der Eröffnung des Mont-Cenis-Eisenbahntunnels, einst längster Tunnel der Welt, im Jahr 1871 wurde die Eisenbahnverbindung zwischen Lyon und Turin und weiter zwischen Paris und Rom möglich. Damit erlangte die Strecke ihre bis heute andauernde europäische Bedeutung für den Reise- und Güterverkehr.

## Tourismus

### Sehenswürdigkeiten
- Bonneval-sur-Arc, einziges Dorf des Départements Savoyen in der Liste der „schönsten Dörfer Frankreichs“.
- Barrière de l’Esseillon, eine aus fünf Forts bestehende Verteidigungsanlage, die zwischen 1817 und 1834 errichtet wurde, bevor Savoyen an Frankreich abgetreten wurde.

### Skigebiete
- Trois Vallées, das größte Skigebiet der Welt, Seilbahn von Orelle, 600 Pistenkilometer
- Les Sybelles, eines der 10 größten Skigebiete der Alpen, mit den Orten La Toussuire, Le Corbier, Les Bottieres, Saint-Colomban-des-Villards, Saint-Jean-d’Arves und Saint-Sorlin-d’Arves, 310 Pistenkilometer
- Saint François Longchamp, verbunden mit Valmorel, 165 Pistenkilometer
- Galibier Thabor, mit den Orten Valloire und Valmeinier, 150 Pistenkilometer
- Val-Cenis, mit den Orten Termignon, Lanslebourg-Mont-Cenis und Lanslevillard, 125 Pistenkilometer
- Valfréjus oberhalb von Modane, 70 Pistenkilometer
- La Norma, 65 Pistenkilometer
- Les Karellis, 60 Pistenkilometer
- Aussois, 55 Pistenkilometer
- Albiez-Montriond, 35 Pistenkilometer
- Bonneval-sur-Arc, 25 Pistenkilometer

### Wanderwege
- Der hochalpine Weitwanderweg GR 5 führt vom Col de l’Iseran bis Modane durch die Haute Maurienne.
- Drei Etappen des neuen grenzüberschreitenden Weitwanderweges Via Alpina führen, aus der Tarentaise kommend, durch die Haute Maurienne.

## Sport
Im Maurienne-Obertal (französisch Haute-Maurienne) finden ab und zu im Biathlon-Stadion in der Ortschaft Bessans internationale Wettkämpfe statt. Dort wurden unter anderem die Biathlon-Europameisterschaften 2001, die Biathlon-Juniorenweltmeisterschaften 2004 und die Sommerbiathlon-Weltmeisterschaften 2008 ausgetragen.
Die mit der Maurienne verbundenen Pässe sind häufig Bestandteil des jährlich ausgetragenen Radrennens Tour de France.